# Amalie Struve

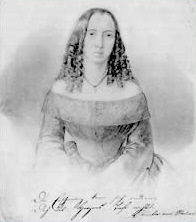
Amalie Struve

Elise Ferdinandine Amalie Struve (geborene Siegrist, später Amalie Düsar, 1845–1847 Amalie von Struve; geboren am 2. Oktober 1824 in Mannheim, Baden; gestorben am 13. Februar 1862 in New York) war eine radikaldemokratische deutsche Revolutionärin der Märzrevolution von 1848/49, frühe Frauenrechtlerin und Schriftstellerin.

## Leben
Elise Ferdinandine Amalie Siegrist wurde als uneheliches Kind von Elisabeth Siegrist und dem Offizier Alexander von Sickingen in Mannheim geboren. 1827 wurde sie von ihrem Stiefvater Friedrich Düsar, einem Sprachlehrer, adoptiert. Er ermöglichte ihr und ihrem Bruder Pedro eine gute schulische Ausbildung, so dass sie später zeitweilig als Erzieherin und Lehrerin für Deutsch und Französisch zum Unterhalt der Familie beitrug.

### Heirat mit Gustav von Struve

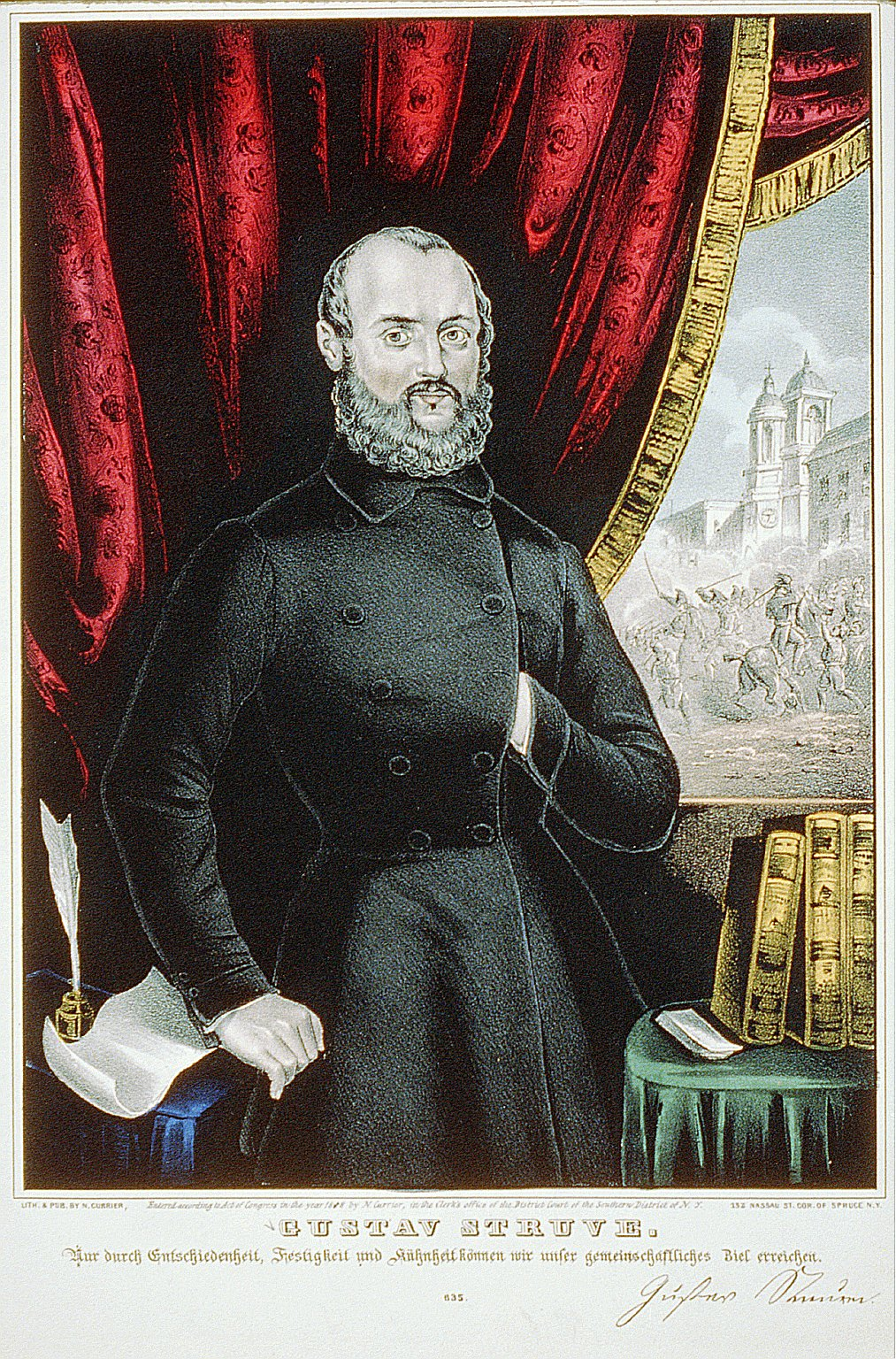
Gustav Struve

Am 16. November 1845 heiratete Amalie Düsar den Advokaten und radikaldemokratischen Politiker Gustav Karl Johann Christian von Struve, der sich wegen dieser zu jener Zeit unstandesgemäßen Heirat mit seiner aus russischem Kleinadel stammenden Familie überwarf. Die Eheleute wechselten 1846 aufgrund ihrer lebensreformerischen Position von der evangelischen Konfession zum Deutschkatholizismus, der eine Vereinigung von Katholizismus, Protestantismus, Judentum und moderner Wissenschaft anstrebte. 1847 legte Gustav von Struve seinen Adelstitel ab.

### Märzrevolution / Badische Revolution 1848/49
Nach der liberalen Februarrevolution 1848 in Frankreich, die dort zum Sturz des Bürgerkönigs Louis Philippe und zur Ausrufung der zweiten Republik geführt hatte, sprang der revolutionäre Funke auch auf die Staaten des Deutschen Bundes über.
Bei der Märzrevolution strebten die Aufständischen einen gesamtdeutschen Einheitsstaat und liberale Reformen an. Im Großherzogtum Baden wurde die Forderung nach einer Republik von revolutionären Protagonisten wie Friedrich Hecker und Gustav Struve, die eine relativ breite Basis in den badischen Volksvereinen hatten, mit am konsequentesten vertreten (vgl. Badische Revolution). Allerdings konnten sie sich im Frankfurter Vorparlament, das die Wahlen für eine Nationalversammlung vorbereiten sollte, mit ihren radikalen, auch schon frühsozialistischen Forderungen nicht durchsetzen. Daraufhin versuchten sie und ihre Anhänger, von Konstanz/Südwestdeutschland ausgehend, mit einem republikanischen Aufstand ihre Vorstellungen in die Tat umzusetzen.

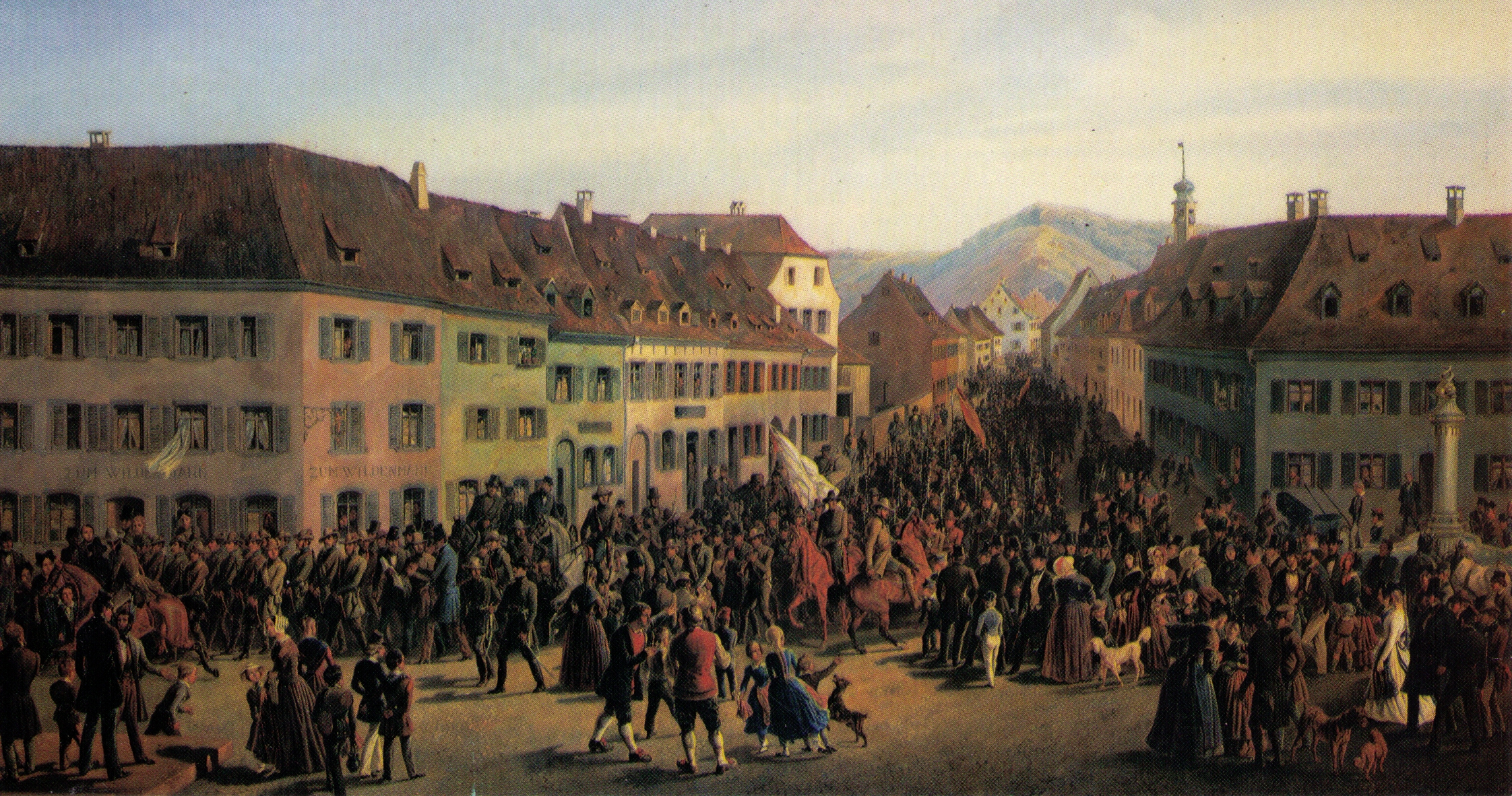
Einzug einer Freischärlerkolonne unter Gustav Struve in Lörrach am 20. April 1848 auf dem Weg zur Unterstützung des Heckerzugs beim Gefecht von Kandern. (Ölgemälde von Friedrich Kaiser)

Von Anfang an war Amalie Struve an diesen Aktionen aktiv beteiligt. Sie war beim so genannten Heckerzug dabei, der am 20. April 1848 im Gefecht auf der Scheideck bei Kandern von regulärem Militär besiegt und aufgerieben wurde. Daran anschließend ging sie mit ihrem Mann und Friedrich Hecker zunächst noch vorübergehend ins Exil in die Schweiz. Anders als Hecker, der die Revolution als gescheitert betrachtete, kehrte das Ehepaar Struve nach Baden zurück. Mit weiteren Anhängern versuchten sie im September 1848 in Lörrach erneut beim sogenannten Struve-Putsch eine Republik auszurufen. Hierbei und auch bei anderen entsprechenden Gelegenheiten war Amalie Struve insbesondere bemüht, die Frauen für die revolutionären Ideen zu begeistern und zu mobilisieren.
Sowohl Gustav als auch Amalie Struve wurden nach der Niederschlagung des Struve-Putsches – im Gefecht um Staufen – in unterschiedlichen Prozessen zu Haftstrafen verurteilt. Von September 1848 bis April 1849 war Amalie Struve im „Freiburger Turm“ 205 Tage lang Gefangene in Einzelhaft. Unmittelbar nach ihrer Entlassung begann sie, wieder für den revolutionären Aufstand zu agitieren. Diesmal ging es in der Reichsverfassungskampagne um die Rettung der revolutionären Errungenschaften insgesamt, nachdem eine von der Frankfurter Nationalversammlung ausgearbeitete Reichsverfassung, die sogenannte Paulskirchenverfassung, von den mächtigsten Einzelstaaten des Bundes, ihnen voran Preußen und Österreich, abgelehnt – und damit die Märzrevolution im Scheitern begriffen war.
In einigen Staaten, neben dem Königreich Sachsen auch in Baden, kam es zu den Maiaufständen von 1849, bei denen versucht wurde, die Anerkennung der Verfassung zumindest in den Einzelstaaten durchzusetzen.
Amalie Struve hatte mit ihrer Agitation einen wesentlichen Anteil daran, dass am 11. Mai 1849 die badische Garnison in der Bundesfestung Rastatt meuterte. Im daran anschließenden neuen badischen Aufstand wurde ihr Mann aus der Haft befreit. Dieser Aufstand hatte zunächst den Erfolg, dass Großherzog Leopold von Baden am 14. Mai 1849 in die Flucht getrieben wurde und am 1. Juni 1849 eine badische Republik unter der provisorischen Regierung des linksliberalen Politikers Lorenz Brentano ausgerufen wurde.
Um den republikanischen Aufstand niederzuschlagen, rückten preußische Truppen gegen Baden vor. Brentano, der versuchte, auf Verhandlungen zu setzen, zögerte eine Volksbewaffnung hinaus, woraufhin er schließlich von Gustav Struve und anderen Radikalen gestürzt wurde. Aber die badische Revolutionsarmee konnte sich in den anschließenden erbitterten Kämpfen, an denen sich auch Amalie Struve beteiligte, nicht gegen das kriegserfahrene preußische Militär durchsetzen. Die letzten Revolutionäre wurden schließlich in der Festung Rastatt eingeschlossen und mussten am 23. Juli 1849 kapitulieren. Damit war die badische Revolution und mit ihr auch die Märzrevolution insgesamt gescheitert.

### Die letzten Jahre: Exil und literarische Arbeit in den USA
Viele Revolutionäre wurden hingerichtet oder zu langen Haftstrafen verurteilt. Amalie und Gustav Struve konnten sich wie einige andere prominente Wegbegleiter ins Exil absetzen, das sie zunächst in die Schweiz und dann nach England führte. Dort schrieb Amalie Struve ihre Erfahrungen aus der Revolution in einem Buch nieder, das 1850 unter dem Titel Erinnerungen aus den badischen Freiheitskämpfen in Hamburg erschien.
1852 wanderte das Ehepaar in die USA aus und ließ sich im Bundesstaat New York nieder. In den USA gehörten die Struves zu den sogenannten „Forty-Eighters“, wie die Immigranten der Märzrevolution dort genannt wurden, die zumeist bekannt dafür waren, dass sie sich auch in der „Neuen Welt“ politisch engagierten und für demokratische Ideale einsetzten.
Amalie Struve betätigte sich in der neuen Heimat vor allem als Schriftstellerin. Unter anderem setzte sie sich nicht nur literarisch für die amerikanische Frauenbewegung ein. Sie schrieb Romane und Artikel zum Frauenstimmrecht, zu Erziehungsthemen und zur Mädchen- und Frauenbildung. Außerdem beschäftigte sie sich schriftstellerisch mit der Französischen Revolution im Vergleich zur Badischen Revolution, der Reformation in Frankreich, England und Deutschland und dem Schicksal von Auswandererfamilien in den Vereinigten Staaten.
Sie starb 1862 im Alter von nur 37 Jahren nach der Geburt ihrer dritten Tochter in New York.

## Ehrungen
In Offenburg und Wiernsheim wurden Straßen nach Amalie Struve benannt. In Köln wurde der Amelie-Struve-Weg nach ihr benannt. Die 2013 gegründete Beratungsstelle für Frauen in der Prostitution in Mannheim heißt Amalie. In Rastatt, einem zentralen Ort des Wirkens Struves während der Badischen Revolution, ist die Kindertagesstätte „Kinderschule Amalie Struve“ nach ihr benannt.

## Werke
- Historische Zeitbilder. I. Westminster. Franz Schlodtmann, Bremen 1850 Digitalisat
- Historische Zeitbilder.II. Heloise Desfleurs.  Franz Schlodtmann, Bremen 1850 Digitalisat
- Historische Zeitbilder. III. Der Fall von Magdeburg.  Franz Schlodtmann, Bremen 1850 Digitalisat
- Erinnerungen aus den badischen Freiheitskämpfen. Den deutschen Frauen gewidmet. Hoffmann und Campe, Hamburg 1850 Digitalisat
- Eine Proletarierin. Roman aus der Revolutionszeit. In: Sociale Republik. Organ der freien Arbeiter. New York 1858 Nr. 1–20
- Die Tochter des Gefängniswärters.  In: Sociale Republik. Organ der freien Arbeiter. New York 1859
- Monica Marcello-Müller (Hrsg.): Frauenrechte sind Menschenrechte! Schriften der Revolutionärin und Literatin Amalie Struve. Centaurus-Verlag Herbolzheim 2002  ISBN 3-8255-0341-0 (Frauen in Geschichte und Gesellschaft. Hrsg.von Annette Kuhn und Valentine Rothe, Band 37)